# لیفان ایکس۷۰
لیفان ایکس۷۰ یک خودروی کراس اوور شهری است که محصول شرکت لیفان می‌باشد. این خودرو توسط شرکت خودروسازان بم در ایران مونتاژ و عرضه می‌شود.

## تاریخچه
این خودرو در کنفرانس فروشندگان جهانی لیفان در ۲۱ سپتامبر ۲۰۱۷ در لیجیانگ رونمایی شد و در بهار ۲۰۱۸ ابتدا در روسیه عرضه شد. بعدها پای این خودرو به بازار چین و آمریکای جنوبی باز شد.
لیفان در نمایشگاه خودروی شانگهای در سال ۲۰۱۵، خودروی مفهومی ایکس۷۰ را رونمایی کرد.

## امکانات
- دو ایربگ
- تهویه اتومات
- گرمکن صندلی جلو
- کیلس استارتر
- چراغ هالوژن جلو / دی لایت
- مانیتور ۹ اینچی لمسی با دوربین عقب / بلوتوث
- سنسور باد تایر
- سنسورهای جلو و عقب
- ایزوفیکس
- آینه تاشو برقی با گرمکن
- فرمان هیدرولیک با تنظیم ارتفاع
- صندلی ۶ حالته برقی راننده
- صندلی ۴ حالته دستی سرنشین جلو
- کنترل پایداری یا ESP / توزیع نیروی ترمز یا EBD

## رقبا
ام‌وی‌ام ایکس۵۵، بیسو تی۵ و همچنین اس‌دبلیوام جی۰۱ رقبای این خودرو هستند.